# (6998) Tithon
(6998) Tithon, désignation internationale (6998) Tithonus, est un astéroïde troyen jovien.

## Description
(6998) Tithon est un astéroïde troyen jovien, camp troyen, c'est-à-dire situé au point de Lagrange L5 du système Soleil-Jupiter. Il fut découvert par Cornelis Johannes van Houten, Ingrid van Houten-Groeneveld et Tom Gehrels le 16 octobre 1977 à l'observatoire Palomar. Il présente une orbite caractérisée par un demi-grand axe de 5,188 UA, une excentricité de 0,0693 et une inclinaison de 1,729° par rapport à l'écliptique.
Il fut nommé en hommage à Tithon, prince troyen aimé par Éos, déesse de l'Aurore.

## Compléments